# جيمس رايت (لاعب كريكت)
جيمس رايت (10 مايو 1912 في الإمبراطورية الرومانية - 14 يناير 1987 في المملكة المتحدة) (بالإنجليزية: James Wright)‏ هو لاعب كريكت بريطاني (وحمل سابقاً جنسية المملكة المتحدة لبريطانيا العظمى وأيرلندا). لعب مع Free Foresters Cricket Club ‏.

## وصلات خارجية
- جيمس رايت (لاعب كريكت) على موقع إي آس بي آن كريك إنفو (الإنجليزية)